# ابرغول
ابرغول‌ها (به انگلیسی: Supergiants)، دسته‌ای از ستارگان هستند که در بخش بالایی نمودار هرتسپرونگ راسل قرار دارند. این ستارگان در رده‌بندی ستارگان در ردهٔ Ia (پرفروغ) یا Ib (کم فروغ) قرار دارند. قدر تابش‌سنجی آنها میان ۵– و ۱۲– است. ستارگان با درخشندگی بیشتر در ردهٔ فراغول‌ها قرار می‌گیرند.